# Belisana zhangi
Belisana zhangi är en spindelart som beskrevs av Tong och Li 2007. Belisana zhangi ingår i släktet Belisana och familjen dallerspindlar. Inga underarter finns listade.